# Cyclocross-Weltmeisterschaften 2015
Die Cyclocross-Weltmeisterschaften 2015 fanden am 31. Januar und 1. Februar 2015 im tschechischen Tábor statt. Es war nach 2001 und 2010 das dritte Mal, dass die Weltmeisterschaften in Tábor zu Gast waren. Die Wettkämpfe fanden auf dem Parcours des Cyklokros Tábor statt.

## Ergebnisse

### Männer Elite
(1. Februar 2015, 14:00 Uhr MEZ)
| Platz | Name                  | Zeit       |
| ----- | --------------------- | ---------- |
| 1     | Mathieu van der Poel  | 1:09:12 h  |
| 2     | Wout van Aert         | + 15 s     |
| 3     | Lars van der Haar     | + 17 s     |
| 4     | Kevin Pauwels         | + 1:06 min |
| 5     | Klaas Vantornout      | + 1:12 min |
| 6     | Tom Meeusen           | + 1:17 min |
| 7     | Gianni Vermeersch     | + 2:26 min |
| 8     | Marcel Meisen         | + 2:37 min |
| 9     | Philipp Walsleben     | + 2:43 min |
| 10    | Marco Aurelio Fontana | + 2:54 min |

### Frauen
(31. Januar 2015, 14:00 Uhr MEZ)
| Platz | Name                   | Zeit       |
| ----- | ---------------------- | ---------- |
| 1     | Pauline Ferrand-Prévot | 49:10 min  |
| 2     | Sanne Cant             | + 1 s      |
| 3     | Marianne Vos           | + 15 s     |
| 4     | Nikki Harris           | + 21 s     |
| 5     | Kateřina Nash          | + 36 s     |
| 6     | Lucie Chainel-Lefèvre  | + 56 s     |
| 7     | Helen Wyman            | + 1:21 min |
| 8     | Ellen Van Loy          | + 1:35 min |
| 9     | Christine Majerus      | + 1:54 min |
| 10    | Sophie de Boer         | + 1:56 min |

### Männer U23
(1. Februar 2015, 11:00 Uhr MEZ)
| Platz | Name                   | Zeit       |
| ----- | ---------------------- | ---------- |
| 1     | Michael Vanthourenhout | 49:55 min  |
| 2     | Laurens Sweeck         | + 10 s     |
| 3     | Stan Godrie            | + 14 s     |
| 4     | Clément Venturini      | + 24 s     |
| 5     | Joris Nieuwenhuis      | + 31 s     |
| 6     | Toon Aerts             | + 45 s     |
| 7     | Jakub Skála            | + 1:06 min |
| 8     | Diether Sweeck         | + 1:14 min |
| 9     | Quinten Hermans        | + 1:14 min |
| 10    | Gioele Bertolini       | + 1:14 min |

### Junioren
(31. Januar 2015, 11:00 Uhr MEZ)
| Platz | Name                | Zeit       |
| ----- | ------------------- | ---------- |
| 1     | Simon Andreassen    | 42:24 min  |
| 2     | Eli Iserbyt         | + 40 s     |
| 3     | Max Gulickx         | + 41 s     |
| 4     | Gage Hecht          | + 44 s     |
| 5     | Thijs Wolsink       | + 1:10 min |
| 6     | Stefano Sala        | + 1:27 min |
| 7     | Jacob Dorigoni      | + 1:30 min |
| 8     | Eddy Finé           | + 1:34 min |
| 9     | Jarne Driesen       | + 1:53 min |
| 10    | Roel van der Stegen | + 1:58 min |

Koordinaten: 49° 23′ 35″ N, 14° 40′ 47″ O